# Liste der Wissenschaftsminister des Saarlandes
Dieser Artikel enthält eine Liste der Wissenschaftsminister des Saarlandes.

## Wissenschaftsminister Saarland (seit 1985)
| Name                                                     | Amtsantritt                                   | Kabinett                                      | Partei                                        |
| Minister für Kultus, Bildung und Wissenschaft            | Minister für Kultus, Bildung und Wissenschaft | Minister für Kultus, Bildung und Wissenschaft | Minister für Kultus, Bildung und Wissenschaft |
| -------------------------------------------------------- | --------------------------------------------- | --------------------------------------------- | --------------------------------------------- |
| Diether Breitenbach                                      | 9. April 1985                                 | Lafontaine I                                  | SPD                                           |
| Minister für Wissenschaft und Kultur                     |                                               |                                               |                                               |
| Diether Breitenbach                                      | 21. Februar 1990                              | Lafontaine II                                 | SPD                                           |
| Minister für Bildung, Kultur und Wissenschaft            |                                               |                                               |                                               |
| Diether Breitenbach                                      | 23. November 1994                             | Lafontaine III                                | SPD                                           |
| Henner Wittling                                          | 18. September 1996 9. November 1998           | Lafontaine III Klimmt                         | SPD                                           |
| Jürgen Schreier                                          | 29. September 1999 6. Oktober 2004            | Müller I Müller II                            | CDU                                           |
| Minister für Wirtschaft, Wissenschaft und Landwirtschaft |                                               |                                               |                                               |
| Joachim Rippel                                           | 3. September 2007                             | Müller II                                     | CDU                                           |
| Minister für Wirtschaft und Wissenschaft                 |                                               |                                               |                                               |
| Joachim Rippel                                           | Oktober 2009                                  | Müller II                                     | CDU                                           |
| Christoph Hartmann                                       | 10. November 2009 24. August 2011             | Müller III Kramp-Karrenbauer I                | FDP                                           |
| Peter Jacoby (kommissarisch)                             | 18. Januar 2012                               | Kramp-Karrenbauer I                           | CDU                                           |
| Minister für Wissenschaft, Forschung und Technologie     |                                               |                                               |                                               |
| Annegret Kramp-Karrenbauer                               | 9. Mai 2012                                   | Kramp-Karrenbauer II                          | CDU                                           |
| Minister für Wissenschaft und Technologie                |                                               |                                               |                                               |
| Annegret Kramp-Karrenbauer                               | 17. Mai 2017                                  | Kramp-Karrenbauer III                         | CDU                                           |
| Tobias Hans                                              | 1. März 2018                                  | Hans                                          | CDU                                           |
| Minister der Finanzen und für Wissenschaft               |                                               |                                               |                                               |
| Jakob von Weizsäcker                                     | 26. April 2022                                | Rehlinger                                     | SPD                                           |